# Witi
Witi (Beira, 26 de agosto de 1996) es un futbolista de Mozambique que juega en la posición de extremo con el C. D. Nacional de la Primeira Liga.

## Selección nacional
Debutó con Mozambique en la Copa COSAFA 2015, y su primer gol internacional lo anotó el 26 de mayo de 2019 en la derrota por 1-2 ante Namibia en Umlazi en la Copa COSAFA 2019.
Participó en la Copa Africana de Naciones 2023 donde anotó un gol en el empate 2-2 ante Egipto en Abiyán.

## Clubes
| Club                | País     | Año       |
| ------------------- | -------- | --------- |
| C. D. Nacional      | Portugal | 2014-2015 |
| S. L. Benfica       | Portugal | 2015      |
| C. D. Nacional      | Portugal | 2015-2024 |
| Dibba Al-Hisn S. C. | EAU      | 2024-2025 |
| Al Urooba Club      | EAU      | 2025      |
| C. D. Nacional      | Portugal | 2025-     |